# Thất nghiệp ở Ba Lan

Thất nghiệp ở Ba Lan theo quận vào cuối năm 2016

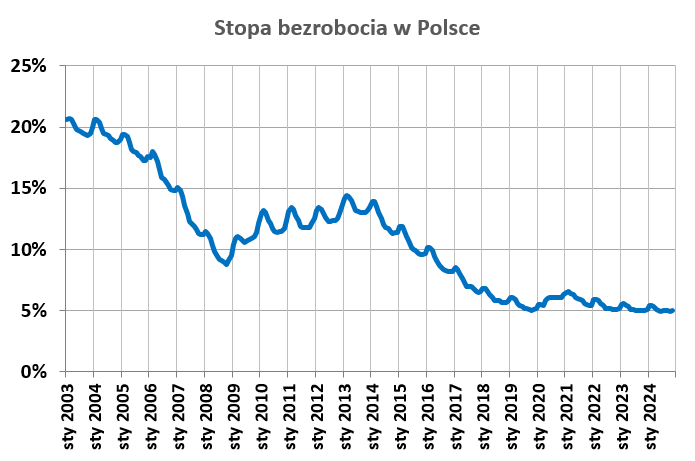
Tỷ lệ thất nghiệp ở Ba Lan từ tháng 1 năm 2003 đến tháng 1 năm 2019. Dữ liệu của Cục Thống kê Trung ương.

Ở Ba Lan, theo Đạo luật thúc đẩy việc làm và các Tổ chức thị trường lao động , người thất nghiệp là người không theo đuổi công việc được trả lương, có khả năng và sẵn sàng nhận việc làm toàn thời gian, không học ở trường hàng ngày, nơi có đăng ký với Văn phòng lao động Quận có thẩm quyền, nếu:
- Cá nhân đó đủ 18 tuổi, ngoại trừ những sinh viên trẻ tốt nghiệp,
- Cá nhân đó chưa đến tuổi nghỉ hưu quy định trong điều 24 đoạn 1a và 1b và trong điều 27 đoạn 2 và 3 của Đạo luật ngày 17 tháng 12 năm 1998 về trợ cấp tuổi già và trợ cấp tàn tật từ Quỹ Bảo hiểm Xã hội (Tạp chí Luật năm 2009 Số 153, mục 1227, với sau d. ).
- không có quyền hưởng lương hưu hoặc trợ cấp thương binh,
- không phải là chủ sở hữu hoặc không có quyền sở hữu đất nông nghiệp có diện tích khoảng 2 héc ta,
- không phải là một người tàn tật mà tình trạng sức khỏe không cho phép cá nhân này đảm nhận công việc ngay cả khi đang trong thời gian làm việc,
- không phải là người bị giam giữ và không chấp hành án phạt tù,
- không nhận được thu nhập hàng tháng vượt quá một nửa mức lương thấp nhất,
- không nhận được trợ cấp vĩnh viễn hoặc trợ cấp xã hội.

Thước đo cơ bản của thất nghiệp là tỷ lệ thất nghiệp, tức là tỷ lệ số người thất nghiệp có đăng ký so với số người hoạt động kinh tế (tức là tổng số lao động và thất nghiệp) được biểu thị bằng tỷ lệ phần trăm.
Nạn thất nghiệp vẫn tồn tại, mặc dù thực tế là các cơ quan công quyền ở Ba Lan có nghĩa vụ phải theo đuổi các chính sách nhằm mục đích giải quyết cho người dân có việc làm đầy đủ, hiệu quả .

## Lịch sử thất nghiệp ở Ba Lan
Tổng sản phẩm quốc nội Ba Lan năm 1990 là 1790 USD, thấp hơn nhiều so với Nhật Bản (23.810 USD), Đức (20.440 USD), Mỹ (22.072 USD), Pháp (17.820 USD), Nam Tư (2.920 USD), Hungary (2.590 USD) và Tiệp Khắc (3.450) USD), Bulgaria (2320 USD) và Cuba (2000 USD) . Xét về sức mua tương đương, tỷ lệ GDP bình quân đầu người của Ba Lan so với GDP bình quân đầu người của các nước châu Âu khác trong khoảng năm 1989/1990 cho thấy sự khác biệt đáng kể về mức độ phát triển kinh tế xã hội:
- tỷ lệ GDP bình quân đầu người theo PPP Đức (19 054 USD) và GDP bình quân đầu người theo PPP Ba Lan (6002 USD) chênh lệch 3,17 lần (19 054: 6002);
- tỷ lệ GDP bình quân đầu người theo PPP Bồ Đào Nha (11.188 USD) và GDP bình quân đầu người theo PPP Ba Lan (6002 USD) chênh lệch 1,86 lần (11.198: 6002);
- tỷ lệ GDP bình quân đầu người theo PPP Hungary (7612 USD) và GDP bình quân đầu người theo PPP Ba Lan (6002 USD) chênh lệch 1,26 lần (7612: 6002).

Ngoài ra, nền kinh tế Ba Lan có đặc trưng là mức lạm phát cao, năm 1988 lên tới 62,2%, với sự phân phối đồng thời của nhiều mặt hàng thực phẩm (được gọi là lạm phát ẩn) . Vấn đề nợ nước ngoài của Ba Lan, vào năm 1989 lên tới xấp xỉ 41 tỷ USD  cũng chưa được giải quyết. Mặc dù mức độ phát triển kinh tế ở Ba Lan thấp và hệ thống kinh tế kế hoạch tập trung còn nhiều vấn đề, thị trường lao động Ba Lan ở ngưỡng chuyển đổi thường chạm mức thất nghiệp tối thiểu (tháng 1 năm 1990: 0,3%) . Trong một nghiên cứu được thực hiện bởi Cơ quan nghiên cứu dư luận OBOP, vào tháng 11 năm 1988, có đến 70% số người được hỏi nói rằng với họ việc tìm kiếm việc làm là không thể . Liên quan đến các cải cách kinh tế theo kế hoạch, nhiều người ở Ba Lan mong đợi những thay đổi trong thị trường lao động và giảm thiểu tỷ lệ thất nghiệp xuống chỉ còn vài phần trăm (tương tự như ở các nước Tây Âu). Tuy nhiên, việc thực hiện cải cách kinh tế và chính trị trong Kế hoạch Balcerowicz dẫn đến sự gia tăng tỷ lệ thất nghiệp năm 1990-1994 lên 16,9% (tháng 7 năm 1994) , sau đó giảm xuống mức khoảng 9-10% vào năm 1998 (tháng 8 năm 1998: 9,5%) . Trong những năm tiếp theo (1999-2004), tỷ lệ thất nghiệp tăng lên, đạt mức cao nhất vào tháng 2 năm 2003 - 20,7% .Từ khi Ba Lan gia nhập Liên minh châu Âu, thị trường lao động châu Âu mở cửa cho người Ba Lan dẫn đến tỷ lệ thất nghiệp giảm đáng kể, vào tháng 10 năm 2008 chỉ còn 8,8% . Trong những năm tiếp theo, tỷ lệ thất nghiệp chịu ảnh hưởng do cuộc khủng hoảng kinh tế toàn cầu, lại vượt trên mức 12% (tháng 2 năm 2013: 14,4%) ,và giảm xuống còn khoảng 9% vào năm 2015 . Tuy nhiên, vào tháng 10 năm 2017, tỷ lệ này giảm còn khoảng 4,5%.
Trong thời kỳ chuyển đổi hệ thống, GDP Ba Lan năm 2014 gia tăng đáng kể so với các nước châu Âu khác:
- tỷ lệ GDP bình quân đầu người theo PPP Đức (45,615 GDP) và GDP bình quân đầu người theo PPP Ba Lan (24,882 GDP) gấp 1,83 lần (45 615: 24 882);
- tỷ lệ GDP bình quân đầu người theo PPP Bồ Đào Nha (28,326 USD) và GDP bình quân đầu người theo PPP Ba Lan (24,882 USD) gấp 1,26 lần (28 326: 24 882);
- tỷ lệ GDP bình quân đầu người theo PPP Hungary (24,498 USD) và GDP bình quân đầu người theo PPP Ba Lan (24,882) gấp 0,98 lần (7612: 24 882).

Cần lưu ý rằng GDP bình quân đầu người bị đánh giá là một chỉ số không chính xác về phúc lợi trong nước. 

## Thất nghiệp có đăng ký tại Ba Lan
Thất nghiệp có đăng ký tại Ba Lan từ năm 2002 : 
| Biểu đồ hiện đang tạm thời không khả dụng do vấn đề kĩ thuật. |                                                               |
|                                                               | Biểu đồ hiện đang tạm thời không khả dụng do vấn đề kĩ thuật. |

| Năm  | Tháng một | Tháng hai | Tháng ba | Tháng tư | Tháng năm | Tháng sáu | Tháng bảy | Tháng tám | Tháng chín | Tháng mười | Tháng mười một | Tháng mười hai |
| ---- | --------- | --------- | -------- | -------- | --------- | --------- | --------- | --------- | ---------- | ---------- | -------------- | -------------- |
| 2019 | 6,1       | 6,1       | 5,9      | 5,6      |           |           |           |           |            |            |                |                |
| 2018 | 6,8*      | 6,8       | 6,6      | 6,3      | 6,1       | 5,8*      | 5,8*      | 5,8       | 5,7        | 5,7        | 5,7            | 5,8            |
| 2017 | 8,5*      | 8,4*      | 8,0*     | 7,6*     | 7,3*      | 7,0*      | 7,0*      | 7,0       | 6,8        | 6,6        | 6,5            | 6,6            |
| 2016 | 10,2*     | 10,2*     | 9,9*     | 9,4*     | 9,1*      | 8,7*      | 8,5*      | 8,4*      | 8,3        | 8,2        | 8,2            | 8,2*           |
| 2015 | 11,9      | 11,9      | 11,5     | 11,1     | 10,7      | 10,2      | 10,0      | 9,9       | 9,7        | 9,6        | 9,6            | 9,7*           |
| 2014 | 13,9*     | 13,9      | 13,5     | 13,0     | 12,5      | 12,0      | 11,8*     | 11,7      | 11,5       | 11,3       | 11,4           | 11,4*          |
| 2013 | 14,2      | 14,4      | 14,3     | 14,0     | 13,6      | 13,2      | 13,1      | 13,0      | 13,0       | 13,0       | 13,2           | 13,4           |
| 2012 | 13,2      | 13,4      | 13,3     | 12,9     | 12,6      | 12,3      | 12,3      | 12,4      | 12,4       | 12,5       | 12,9           | 13,4           |
| 2011 | 13,1      | 13,4      | 13,3     | 12,8     | 12,4      | 11,9      | 11,8      | 11,8      | 11,8       | 11,8       | 12,1           | 12,5           |
| 2010 | 12,9      | 13,2      | 13,0     | 12,4     | 12,1      | 11,7      | 11,5      | 11,4      | 11,5       | 11,5       | 11,7           | 12,4           |
| 2009 | 10,4      | 10,9      | 11,1     | 10,9     | 10,7      | 10,6      | 10,7      | 10,8      | 10,9       | 11,1       | 11,4           | 12,1           |
| 2008 | 11,5      | 11,3      | 10,9     | 10,3     | 9,8       | 9,4       | 9,2       | 9,1       | 8,9        | 8,8        | 9,1            | 9,5            |
| 2007 | 15,1      | 14,8      | 14,3     | 13,6     | 12,9      | 12,3      | 12,1      | 11,9      | 11,6       | 11,3       | 11,2           | 11,2           |
| 2006 | 17,5      | 18,0      | 17,8     | 17,2     | 16,5      | 15,9      | 15,7      | 15,5      | 15,2       | 14,9       | 14,8           | 14,8           |
| 2005 | 19,4      | 19,4      | 19,2     | 18,7     | 18,2      | 18,0      | 17,9      | 17,7      | 17,6       | 17,3       | 17,3           | 17,6           |
| 2004 | 20,6      | 20,6      | 20,4     | 19,9     | 19,5      | 19,4      | 19,3      | 19,1      | 18,9       | 18,7       | 18,7           | 19,0           |
| 2003 | 20,6      | 20,7      | 20,6     | 20,3     | 19,8      | 19,7      | 19,6      | 19,5      | 19,4       | 19,3       | 19,5           | 20,0           |
| 2002 | 20,1      | 20,2      | 20,1     | 19,9     | 19,2      | 19,4      | 19,4      | 19,5      | 19,5       | 19,5       | 19,7           | 20,0           |

Biểu tượng * có nghĩa là dữ liệu (được đăng trên trang hiển thị trong nguồn) đã được thay đổi liên quan đến thông tin đã xuất bản trước đó.